# Вазузское сельское поселение
Вазу́зское се́льское поселе́ние — упразднённое муниципальное образование в составе Зубцовского района Тверской области, существовавшее в 2005 — 2022 годах.
Административный центр — город Зубцов (в состав поселения не входит).

## Географические данные
- Общая площадь: 552,32 км²
- Нахождение: юго-западная часть Зубцовского района
  - Граничит:
    - на севере — с Зубцовским СП и городом Зубцов
    - на востоке — с Погорельским СП
    - на юге — со Смоленской областью, Гагаринский и Сычевский районы
    - на западе — с Ржевским районом, СП Медведево

Основные реки — Вазуза и её приток Осуга, на которых построено Вазузское водохранилище. Северную часть поселения пересекают автомагистраль М9 «Балтия» и «Москва — Великие Луки — Рига».

## История
В составе Тверской губернии территория поселения входила в Зубцовский уезд. После ликвидации губерний в 1929 году территория поселения вошла в состав Зубцовского района Западной области. В 1935 году Зубцовский район отошел к вновь образованной Калининской области, в 1963 году он стал частью Ржевского района, а в 1965 году был восстановлен.
В середине XIX—начале XX века деревни поселения относились к Бубновской, Коробинской, Игнатьевской и Щеколдинской волостям Зубцовского уезда.
В 1994 г. существовавшие здесь 5 сельсоветов преобразованы в сельские округа.
Вазузское сельское поселение образовано в 2005 году и включило территории Никольского, Малокоробинского, Рыльцевского, Карамзинского и Щеколдинского сельских округов.
Законом Тверской области от 07.04.2022 № 9-ЗО муниципальное образование было упразднено с включением всех населённых пунктов в состав  Зубцовского муниципального округа.

## Население
| 2008  | 2010  | 2011  | 2012  | 2013  | 2014  | 2015  |
| ----- | ----- | ----- | ----- | ----- | ----- | ----- |
| 2164  | ↘2017 | ↘2007 | ↗2095 | ↗2170 | ↘2168 | ↘2070 |
| 2016  | 2017  | 2018  | 2019  | 2020  | 2021  |       |
| ↘2002 | ↘1961 | ↘1947 | ↘1891 | ↘1878 | ↘1647 |       |

## Состав сельского поселения
| №  | Населённый пункт | Тип населённого пункта  | Население |
| -- | ---------------- | ----------------------- | --------- |
| 1  | Абрамково        | деревня                 | ↗9        |
| 2  | Бартенево        | железнодорожный разъезд | ↗17       |
| 3  | Батаково         | деревня                 | ↘12       |
| 4  | Берниково        | деревня                 | ↘0        |
| 5  | Борщево          | деревня                 | ↘1        |
| 6  | Бубново          | деревня                 | ↗18       |
| 7  | Веригино         | деревня                 | ↘17       |
| 8  | Высокино         | деревня                 | ↗35       |
| 9  | Гнездилово       | деревня                 | ↘1        |
| 10 | Головково        | деревня                 | ↗26       |
| 11 | Горшково         | деревня                 | ↘1        |
| 12 | Григорово        | деревня                 | ↘1        |
| 13 | Гусево           | деревня                 | ↘0        |
| 14 | Жданово          | деревня                 | ↘1        |
| 15 | Золотилово       | деревня                 | ↘10       |
| 16 | Зубово           | деревня                 | ↗1        |
| 17 | Ивашково         | деревня                 | ↘1        |
| 18 | Игнатово         | деревня                 | ↘130      |
| 19 | Игубново         | деревня                 | ↘0        |
| 20 | Истратово        | деревня                 | ↘0        |
| 21 | Казаркино        | деревня                 | ↘6        |
| 22 | Карамзино        | деревня                 | ↘126      |
| 23 | Каргашино        | деревня                 | ↗25       |
| 24 | Карпово          | деревня                 | ↘1        |
| 25 | Ковшово          | деревня                 | ↘0        |
| 26 | Козлово          | деревня                 | ↘1        |
| 27 | Коровкино        | деревня                 | ↗25       |
| 28 | Коротнево        | деревня                 | ↘22       |
| 29 | Костино          | деревня                 | ↘6        |
| 30 | Коськово         | деревня                 | ↘15       |
| 31 | Кошелево         | деревня                 | ↘1        |
| 32 | Красново         | деревня                 | ↗22       |
| 33 | Крюково          | деревня                 | ↘1        |
| 34 | Кузьминово       | деревня                 | ↗11       |
| 35 | Кульшево         | деревня                 | ↘1        |
| 36 | Лесково          | деревня                 | ↘6        |
| 37 | Логвино          | деревня                 | ↘1        |
| 38 | Логово           | деревня                 | ↗40       |
| 39 | Луковниково      | деревня                 | ↗36       |
| 40 | Лучково          | деревня                 | ↘1        |
| 41 | Малое Коробино   | деревня                 | ↗256      |
| 42 | Марково          | деревня                 | ↘1        |
| 43 | Мозжарино        | деревня                 | ↗48       |
| 44 | Назаркино        | деревня                 | ↘0        |
| 45 | Нарядово         | деревня                 | ↘1        |
| 46 | Нефедьево        | деревня                 | ↗16       |
| 47 | Никольское       | деревня                 | ↗310      |
| 48 | Новое Карганово  | деревня                 | →1        |
| 49 | Новоселово       | деревня                 | ↗8        |
| 50 | Панюково         | деревня                 | ↘1        |
| 51 | Печеры           | деревня                 | ↘1        |
| 52 | Пищалино         | деревня                 | ↘8        |
| 53 | Поддубное        | деревня                 | ↗15       |
| 54 | Покров           | деревня                 | ↘1        |
| 55 | Рыльцево         | деревня                 | ↘124      |
| 56 | Серговское       | деревня                 | ↗56       |
| 57 | Старое Карганово | деревня                 | ↘9        |
| 58 | Стеклятино       | деревня                 | ↘1        |
| 59 | Стрельниково     | деревня                 | ↘0        |
| 60 | Тимонино         | деревня                 | ↗40       |
| 61 | Тростино         | деревня                 | ↘0        |
| 62 | Фомино-Городище  | деревня                 | ↘15       |
| 63 | Чичаково         | деревня                 | ↘0        |
| 64 | Чунегово         | деревня                 | →1        |
| 65 | Шапино           | деревня                 | ↗28       |
| 66 | Ширкино          | деревня                 | ↗62       |
| 67 | Щеколдино        | деревня                 | ↘341      |
| 68 | Яйково           | деревня                 | →0        |

Упразднённые населенные пункты
В начале XX века на территории поселения существовало около 200 деревень.
Исчезли деревни Баблево, Воймирово, Гребенкино, Киселево, Пульниково, Сады, Щелканово, Орехово, Петровское и многие другие.

## Известные люди
В ныне не существующей деревне Гребенкино родился Герой Советского Союза Георгий Николаевич Докучаев.

## Воинские захоронения
На территории поселения шли ожесточенные, кровопролитные бои во время первой и второй Ржевско-Сычёвских операций 1942 года.
Список воинских захоронений на территории Вазузского сельского поселения.
| № захоронения в ВМЦ | Место захоронения        | Захоронено всего | Захоронено известных | Захоронено неизвестных |
| ------------------- | ------------------------ | ---------------- | -------------------- | ---------------------- |
| 69-127              | Веригино                 | 8000             | 0                    | 7230                   |
| 69-130              | 207-й км ж/д Москва-Рига | 146              | 146                  | 0                      |
| 69-137              | Игнатово                 | 86               | 40                   | 46                     |
| 69-138              | Карамзино                | 19               | 19                   | 0                      |
| 69-142              | Кошелево                 | 765              | 765                  | 0                      |
| 69-143              | Кошелево (к юго-западу)  | 213              | 213                  | 0                      |
| 69-146              | Нефедьево                | 837              | 837                  | 0                      |
| 69-155              | бнп Пульниково           | 1                | 1                    | 0                      |
| 69-162              | Фомино-Городище          | 387              | 318                  | 69                     |
| 69-163              | Чунегово                 | 52               | 52                   | 0                      |
| 69-164              | Щеколдино                | 782              | 449                  | 333                    |